# حفصه سلطان (همسر سلیم یکم)
حفصه سلطان، با نام کامل عایشه حفصه سلطان، (زادهٔ ۱۴۷۸ – درگذشتهٔ ۱۹ مارس ۱۵۳۴) همسر یاوز سلطان سلیم و والده سلطان سلطان سلیمان قانونی بود. او هچنین اولین زنی بود که در تاریخ عثمانی قدرت زیادی داشت و لقب والده سلطان را کسب کرد.

## ریشهٔ خانوادگی
اگر چه سال تولد حفصه سلطان ناشناخته‌ است اما مورخان معتقدند که حفصه دختر منکلی گیرای و شاهزاده‌خانمی تاتار از خانات کریمه بوده است. دلیل اینکه به او حفصه می‌گفتند این بود که او از حوسا (شهری از ادرنه) بوده‌ است.

## همسر سلطان
حفصه سلطان در سال ۱۴۹۳ وارد حرم‌سرای شاهزاده سلیم شد و در سال ۱۴۹۴ فرزندش شاهزاده سلیمان را به دنیا آورد. وی بعد از مرگ گلبهار خاتون اداره حرم‌سرای سلیم را در ترابوزان بر عهده گرفت و زمانی که شاهزاده سلیمان فرماندار کفه شد (۱۵۱۰) او طبق سنت‌های عثمانی فرزندش را همراهی کرد اما زمانی که سلطان سلیم در سال ۱۵۱۲ به‌سلطنت رسید حفصه سلطان برای اصلاح حرم‌سرای همسرش به استانبول رفت. او در سال ۱۵۱۳ به‌ نزد شاهزاده سلیمان در مانیسا فرستاده شد. حفصه، پس‌ از اقامت در مانیسا در بین سال‌های ۱۵۱۳ تا ۱۵۲۰ اداره حرم‌سرای ولیعهد را در دست داشت و آغازگر جشنواره مسیر از سنت‌های محلی مانیسا بود. او هم‌چنین یک مجتمع بزرگ شامل یک مسجد، یک مدرسه، یک کالج، خانقاه در مانیسا ساخت.

## والده سلطان
در سال ۱۵۲۰ سلیم یکم فوت شد و سلیمان قانونی جانشین سلطنت شد، حفصه سلطان همراه با پسرش به استانبول رفت. سلیمان به او لقب والده سلطان داد، حفصه اولین ملکه مادر در تاریخ عثمانی بود که این لقب را کسب کرد (پیش از آن مادران سلاطین عثمانی والده خاتون می‌خواندند). حفصه سلطان به مشاور فرزندش تبدیل شد و از اعدام فرهاد پاشا در سال ۱۵۲۲ جلوگیری کرد. او به مدت ۱۴ سال اداره حرم‌سرای سلطان را بر عهده داشت. حفصه با میانجیگری میان عروس‌هایش، 
عصمت الدنیا ماهیدوران سلطان  و خرم سلطان آرامش را در حرم‌سرا برقرار کرده بود. او در این دوره دستور ساخت چندین کاروان‌سرا در مارماریس و خیریه در استانبول را صادر کرد.حفصه سلطان اولین زنی بود که در تاریخ عثمانی قدرت زیادی داشت و حتی اجازه شرکت در جلسات دیوان از پشت پنجره بالای سر شورا را نیز داشت، هر چند بنظر نمی رسد او علاقه و توجه ای به سیاست داشته باشد، با مرگ او عروسش خرم سلطان برعکس مادر شوهرش به سیاست وارد شد و بر شوهرش سلیمان تاثیر زیادی در امور دولت و جانشینی گذاشت و در جلسات دیوان نیز از پشت پنجره شرکت می کرد.

## فرزندان
- سلیمان قانونی، (تولد ترابزون ۱۴۹۴ – مرگ سیگتوار ۱۵۶۶، در مقبره سلیمان یکم در مسجد سلیمانیه دفن شد) دهمین سلطان امپراتوری عثمانی بود که به مدت ۴۶ سال سلطنت کرد.
- خدیجه سلطان، (تولد ترابزون ۱۴۹۵ - درگذشته استانبول ۱۵۴۴، در مقبره سلیم یکم در مسجد یاووز سلطان سلیم دفن شد) در سال ۱۵۱۶ با داماد اسکندر پاشا و سپس با مصطفی پاشا ازدواج کرد.
- شاهزاده اورهان
- بیخان سلطان، (تولد ترابزون ۱۴۹۷ - درگذشته استانبول ۱۵۵۹، در مقبره سلیم یکم در مسجد یاووز سلطان سلیم دفن شد) در سال ۱۵۱۳ با داماد فرهاد پاشا ازدواج کرد
- شاهزاده موسی
- فاطمه سلطان، (تولد ترابزون ۱۵۰۰ - درگذشته استانبول ۱۵۷۰ در مقبره همسر خود قره احمد پاشا دفن شد) او در سال ۱۵۱۸ با داماد مصطفی پاشا، در سال ۱۵۲۲ با قره احمد پاشا و در سال ۱۵۵۶ با خادم ابراهیم پاشا ازدواج کرد.
- حفصه سلطان، (درگذشت ۱۰ ژوئیه ۱۵۳۸ استانبول در مقبره سلیم یکم در مسجد یاوز سلیم دفن شد) در سال ۱۵۱۲ با داماد دوغانیگ احمد پاشا و در سال ۱۵۲۲ با داماد مصطفی پاشا ازدواج کرد.
- شاهزاده کورکود

## مرگ
حفصه سلطان در ۱۹ مارس ۱۵۳۴ درگذشت. او را در نزدیکی شوهرش در آرامگاهی در پشت دیوار قبله مسجد سلیم، در فاتح استانبول به خاک سپرده شد. آرامگاه وی تا حد زیادی در زلزلهٔ سال ۱۸۸۴ ویران شد، و تلاش‌های مجدد برای بازسازی در سال ۱۹۰۰ آغاز شد. امروزه آرامگاهش بسیار ساده‌تر از اصل آن است.
حفصه سلطان در ۱۹ مارس ۱۵۳۴ درگذشت. او را در نزدیکی شوهرش در آرامگاهی در پشت دیوار قبله مسجد سلیم، در فاتح استانبول به خاک سپرده شد. آرامگاه وی تا حد زیادی در زلزلهٔ سال ۱۸۸۴ ویران شد، و تلاش‌های مجدد برای بازسازی در سال ۱۹۰۰ آغاز شد. امروزه آرامگاهش بسیار ساده‌تر از اصل آن است.